# Witold Woyda
Witold Woyda (Poznań, 1939. május 10. – New York, 2008. május 5.) olimpiai bajnok lengyel tőrvívó.